# L'Histoire de Jees-Uck
L’Histoire de Jees-Uck (titre original : The Story of Jees Uck) est une nouvelle américaine de Jack London publiée aux États-Unis en 1904.

## Historique
La nouvelle est publiée initialement dans le périodique The Smart Set en septembre 1902, avant d'être reprise dans le recueil La Foi des hommes en avril 1904.

## Résumé
« Ceci est donc l'histoire de Jess Uck, et c'est aussi l'histoire de Neil Bonner, et de Kitty Bonner, et de deux descendants de Neil Bonner... »

À Twenty Mile, un comptoir perdu du Yukon, Neil Bonner se console de sa solitude avec Jess Uck, « d'une race basanée, il est vrai, mais elle n'était pas indienne, ni esquimaude, ni inuite»...

## Éditions

### Éditions en anglais
- The Story of Jees Uck, dans le périodique The Smart Set en septembre 1902.
- The Story of Jees Uck, dans le recueil The Faith of Men & Others Stories, New York ,The Macmillan Co, avril 1904.

### Traductions en français
- L’Histoire de Jiz-Uk, traduit par Louis Postif, in Les Œuvres libres, périodique, Librairie Arthème Fayard, 1932.
- L’Histoire de Jees-Uck, traduit par Marc Chénetier, Gallimard, 2016[2].

## Sources
- « Bibliographie de Jack London », sur jack-london.fr (consulté le 19 février 2024)